# Seznam hudebníků a skupin z Glasgow
Seznam hudebníků a skupin z Glasgow:
- Angus Young a Malcolm Young z kapely AC/DC
- Belle & Sebastian
- Bis
- The Delgados
- Simple Minds
- Jimmy Somerville
- Altered Images
- Patrick Doyle
- Aztec Camera
- Teenage Fanclub
- Del Amitri
- Deacon Blue
- The Blue Nile
- Orange Juice
- Lloyd Cole and the Commotions
- Texas
- Travis
- Mark Knopfler z Dire Straits
- Mogwai
- Lulu
- Bobby Gillespie z kapel The Jesus & Mary Chain a Primal Scream
- Franz Ferdinand
- Alex Harvey z kapely The Sensational Alex Harvey Band
- Wet Wet Wet
- Brian Robertson kytarista z kapel Thin Lizzy, Wild Horses a Motörhead
- Camera Obscura
- Sons and Daughters